# Rona Cup 2000
Rona Cup 2000 byl hokejový turnaj konající se v Trenčíně v roce 2000. Pohár začínal 17. srpna a končil 19. srpna. Titul získali podruhé ve své historii HC Oceláři Třinec.

## Výsledky a tabulka
| Pozice | Tým                  | Z | V | R | P | GS | GI | B |
| ------ | -------------------- | - | - | - | - | -- | -- | - |
| 1.     | HC Oceláři Třinec    | 3 | 2 | 1 | 0 | 12 | 6  | 5 |
| 2.     | HKm Zvolen           | 3 | 1 | 2 | 1 | 6  | 5  | 4 |
| 3.     | HC Slovan Bratislava | 3 | 1 | 1 | 1 | 7  | 10 | 3 |
| 4.     | HC Dukla Trenčín     | 3 | 1 | 0 | 2 | 11 | 12 | 2 |
| 5.     | HC ZPS Barum Zlín    | 3 | 0 | 2 | 1 | 8  | 9  | 2 |
| 6.     | HC Petra Vsetín      | 3 | 1 | 0 | 2 | 7  | 9  | 2 |

Při rovnosti bodů rozhoduje rozdíl skóre
|  | HKm Zvolen | 2 : 2                             | HC ZPS Barum Zlín |  |
|  | HKm Zvolen | (0:1, 2:0, 0:1), sam. nájezdy 1:1 | HC ZPS Barum Zlín |  |

| Souhrn zápasu | Souhrn zápasu   | Souhrn zápasu | Souhrn zápasu   | Souhrn zápasu |
| ------------- | --------------- | ------------- | --------------- | ------------- |
|               | Rajčák Longauer |               | Čajánek Jenáček |               |

|  | HC Slovan Bratislava | 4 : 2           | HC Petra Vsetín |  |
|  | HC Slovan Bratislava | (0:1, 2:0, 2:1) | HC Petra Vsetín |  |

| Souhrn zápasu | Souhrn zápasu                  | Souhrn zápasu | Souhrn zápasu    | Souhrn zápasu |
| ------------- | ------------------------------ | ------------- | ---------------- | ------------- |
|               | Hurtaj Melichárek Cíger Kolník |               | Paroulek Zubíček |               |

|  | HC Dukla Trenčín | 4 : 5                                                             | HC Oceláři Třinec |  |
|  | HC Dukla Trenčín | (0:2, 2:0, 2:3), sam. nájezdy 0:2 (Richard Král, Branislav Jánoš) | HC Oceláři Třinec |  |

| Souhrn zápasu | Souhrn zápasu               | Souhrn zápasu | Souhrn zápasu                                                 | Souhrn zápasu |
| ------------- | --------------------------- | ------------- | ------------------------------------------------------------- | ------------- |
|               | Barinka Goga Starosta Fabuš |               | Němčický Jozef Daňo Richard Král Branislav Jánoš Marek Zadina |               |

|  | HC Slovan Bratislava | 1 : 6                             | HC Oceláři Třinec |  |
|  | HC Slovan Bratislava | (0:2, 0:4, 1:0), sam. nájezdy 1:1 | HC Oceláři Třinec |  |

| Souhrn zápasu | Souhrn zápasu | Souhrn zápasu | Souhrn zápasu                                                         | Souhrn zápasu |
| ------------- | ------------- | ------------- | --------------------------------------------------------------------- | ------------- |
|               | J.Štefanka    |               | Branislav Jánoš 2x David Nosek Richard Kapuš Pavel Janků Richard Král |               |

|  | HKm Zvolen | 3 : 2                             | HC Petra Vsetín |  |
|  | HKm Zvolen | (0:0, 0:0, 3:2), sam. nájezdy 0:1 | HC Petra Vsetín |  |

| Souhrn zápasu | Souhrn zápasu        | Souhrn zápasu | Souhrn zápasu     | Souhrn zápasu |
| ------------- | -------------------- | ------------- | ----------------- | ------------- |
|               | Török Majeský Šechný |               | Pardavý Lipiansky |               |

|  | HC Dukla Trenčín | 5 : 4                                                                   | HC ZPS Barum Zlín |  |
|  | HC Dukla Trenčín | (2:0, 2:0, 1:4), sam. nájezdy 1:2 (proměnili Starosta - Marušák, Hruza) | HC ZPS Barum Zlín |  |

| Souhrn zápasu | Souhrn zápasu                              | Souhrn zápasu | Souhrn zápasu                  | Souhrn zápasu |
| ------------- | ------------------------------------------ | ------------- | ------------------------------ | ------------- |
|               | Barinka Starosta Kukumberg Barinka Kováčik |               | Rachůnek Marušák Hrůza Jenáček |               |

|  | HKm Zvolen | 1 : 1                             | HC Oceláři Třinec |  |
|  | HKm Zvolen | (0:0, 1:0, 0:1), sam. nájezdy 1:2 | HC Oceláři Třinec |  |

| Souhrn zápasu | Souhrn zápasu | Souhrn zápasu | Souhrn zápasu | Souhrn zápasu |
| ------------- | ------------- | ------------- | ------------- | ------------- |
|               | Rajčák        |               | Petr Gřegořek |               |

|  | HC Slovan Bratislava | 2 : 2                             | HC ZPS Barum Zlín |  |
|  | HC Slovan Bratislava | (1:2, 1:0, 0:0), sam. nájezdy 1:2 | HC ZPS Barum Zlín |  |

| Souhrn zápasu | Souhrn zápasu | Souhrn zápasu | Souhrn zápasu | Souhrn zápasu |
| ------------- | ------------- | ------------- | ------------- | ------------- |
|               | Kollár Cíger  |               | Mojžíš Okál   |               |

|  | HC Dukla Trenčín | 2 : 3                                                                   | HC Petra Vsetín |  |
|  | HC Dukla Trenčín | (1:1, 0:1, 1:1), sam. nájezdy 2:1 (proměnili Hanzal, Čakajík - Srdínko) | HC Petra Vsetín |  |

| Souhrn zápasu | Souhrn zápasu    | Souhrn zápasu | Souhrn zápasu           | Souhrn zápasu |
| ------------- | ---------------- | ------------- | ----------------------- | ------------- |
|               | Hanzal Opatovský |               | Vampola Stantien Veselý |               |